# 流浪地球系列电影
由郭帆执导的中国科幻片《流浪地球》电影系列中有大量复杂且高度细化的世界观设定，这也使得本系列电影具有极高的解读性，本条目将记录电影《流浪地球》及《流浪地球2》的世界观设定细节及专有名词以供读者参考，条目根据电影原片内容附以英文名称，内容将根据所属范畴进行分类。
本系列电影基于刘慈欣原著的《流浪地球》中短篇科幻小说，世界观有承接关系但不尽相同。因此，本条目将采用部分未被电影修改的原著设定，不会纳入已被修改的设定。

## 世界观

### 背景
太阳急速老化，持续膨胀，一百年后，将会吞没整个地球，三百年后，太阳系将不复存在。为应对百年后的太阳危机，联合国改组为地球联合政府（United Earth Government），简称联合政府（UEG）。

### 计划
为应对太阳危机，数十种危机计划被提出，其中以美、俄、中、印四国提出的计划为主要候选计划：
- 方舟计划（The Ark Project）：计划原旨为建设方舟号空间站，通过超大型空间站搭载人类逃离太阳系的计划，该计划最初由美国主导，而后因人类技术无法解决以超大型空间站转移地球上的主要人口，计划泄露导致舆论施压而放弃；方舟计划最终转变为移山计划下为地月资源传输和月球发动机建造“地月大动脉”的地球同步轨道电梯建设和为地球提供领航功能所建造的方舟号空间站的子计划；原计划内容改为移山计划失败后的紧急备份计划。方舟计划的技术在“太空电梯危机”与方舟号空间站坠落后为新的领航员号空间站的应急建设与太空电梯的重建上提供了技术基础。
- 逐月计划（The Lunar Exile Project）：计划原旨为把月球改造为天然逃生舱的计划，计划最初由俄罗斯主导，俄罗斯为实施该计划开展了载人登月任务，而后因人类技术无法解决地球人口向月球大规模移民以及月球本身的卫星改造而放弃；逐月计划最终转变为移山计划下为确保地球成功脱离太阳轨道，通过在月球表面建造三台卫星发动机，将月球推离地球卫星轨道以防止地月引力影响的子计划。
  -  逐月计划备份计划：
    - 恢复全球互联网：
    - 在月面以相控阵形式引爆全球战略核武器以致月球发生月核聚变：
- 移山计划（The Moving Mountain Project）：计划原旨为在地球表面建设一万座行星发动机，从而将地球推动到4.2光年外的半人马座α的计划，该计划最初由中国主导，而后被地球联合政府选定作为应对太阳危机的唯一计划。计划大部分成功，在“月球坠落危机”后成功开启所有已建成的7000余台行星发动机并推动地球离开月球残骸带，并于之后数十年完成全部行星发动机的建设；计划最终更名为“流浪地球计划”。
- 数字生命计划（The Digital Life Project）：计划原旨为将全体人类意识进行数字化备份并进行意识上传，以实现人类文明的完全数字化，该计划在片中疑似由印度主导（流浪地球2电影开头的主导机构为新德里数字生命研究所），但受限于量子计算机，人工智能的技术限制与人类文明的伦理限制，最终被联合政府通过立法手段永久禁止。数字生命计划的技术最终被转移至为移山计划建造的行星发动机和为人类文明提供服务的量子计算技术上，即片中的550系列量子智能计算机。

流浪地球计划正式开始后：
- 流浪地球计划（The Wandering Earth Project）：
- 隔离计划（The Quarantine Project）：
- 火种计划（The Helios Project）：

### 危机
联合政府最终选定移山计划为应对太阳危机的唯一计划。电影系列前两部的故事主要围绕“太空电梯危机”、“月球坠落危机”和“木星引力危机”三个大事件进行展开，而副线则主要围绕以550W/MOSS为核心的人工智能与数字生命的主题展开。
- 太空电梯危机（The Space Elevator Crisis）
- 月球坠落危机（The Lunar Fall Crisis）
- 木星引力危机（The Jupiter Gravitational Pull Crisis）
- 太阳氦闪危机（The Solar Helium Flash Crisis）

### 时间线
《流浪地球系列电影》编年史（1977年-2078年），以下只列举跟电影剧情相关的主要事件：
内容参考自网络资料与电影剧情，并非完全准确。
- 1977年，中国天文学家付建明在统计过最近一千年的太阳活动状况以及近50年的详细记录后，推出太阳核心聚变加速，将产生致命氦闪，以至太阳死亡，并快速膨胀吞没地球的论点。该论点在国际上并没有产生回响。
- 1987年，北京710所，收到了未知来源的警告信息：2044。
- 1990年，美国“旅行者一号”拍下只有一个小白点的地球照片，成为《流浪地球2》的主题。
- 1999年1月2日，韩子昂出生。
- 2018年，前氦闪研究小组专家刘欣推出"流浪地球"模型，第一次提出行星发动机概念。
- 2023年1月22日，刘培强出生。
- 2025年，日本科学家中田一夫将重聚变技术使用在航天器发动机上，成功制造出第一台重聚变发动机。
- 2027年1月，在五大国主导下，联合国成立氦闪应对小组，各国科学家及不同行业专家加入。
- 2028年1月，在刘欣等人提交启动"流浪地球"计划书后，联合国成立氦闪应对小组分裂成飞船派与星球派。
- 2029年，联合国决定重点研究行星发动机的可行性，美国支持的飞船派退出应对小组，美国研究建造新型飞船用于太空殖民。同年10月，黑客取得美国政府的研究计划并向社会公布。计划书中指出太空移民的成本非常高，只有财产在三千万美元以上的人才有机会参加船票抽签。恐慌的美国社会爆发大规模暴动，导致美国政府被迫放弃飞船殖民计划。
- 2030年，生物备份工程启动。
- 2031年4月23日，王磊出生。
- 2034年，行星发动机模型成熟，由具有大型基建工程建造经验的中国政府主导建造。同时，世界各地开始建造地下城，作为2500年人类生活的空间。
- 2034年，图丫丫出生。
- 2037年，“数字生命计划”启动。在国外学习研究多年的图恒宇回国工作。
- 2039年，图丫丫因车祸去世，其意识被备份。
- 2040年代，“数字生命计划”被立法禁止。
- 2042年，将月球放逐出地月系统的逐月工程启动。
- 2044年，行星发动机试验机和月球卫星发动试验机建成。太空电梯遭到破坏，方舟号空间站坠毁。行星发动机和卫星发动机点火成功，行星发动机大规模量产开始，开始重建太空电梯和空间站（后来改名领航者号）。地球转速开始减慢，至完全停转耗时十几年。
- 2050年10月16日，刘培强之子刘启出生。
- 2050年代，全球各地居民抽签才能获得进入地下城的资格。
- 2058年，图丫丫成为完整的数字生命体。月球三台卫星发动机过载运行被毁，导致轨道偏离发生月球坠落危机，三百航天员手动核爆解体月球，图恒宇溺亡并成为数字生命体，地球数千台行星发动机开启，地球开始围绕太阳公转十年的引力加速期。
- 2065年，其余行星发动机和地下城建设完毕。隔离人工智能计划开启。
- 2068年，地球结束绕日公转，向木星靠近以获得引力加速。
- 2075年，木星引力危机。
- 2078年，太阳氦闪危机。

以下为预测事件：
- 公元22世纪至40世纪，加速逃逸时代。
- 公元41世纪至46世纪，减速时代。
- 公元46世纪（约4500年），地球到達目標位置半人馬座α星糸，成为距离太阳系最近的恒星比邻星的一颗行星。

## 世界观具体设定

### 机构与地点（第二部）
- 地球联合政府（United Earth Government），简称联合政府（UEG）：由联合国转型而来的世界性政府，其架构为类似欧洲联盟的超国家组织，由世界各国通过让渡主权以及签订国际性条约构建而成。
  - 联合政府国务卿（Secretary General of UEG）：为联合政府的政府首脑，电影中并未详谈，由联合国秘书长一职演变而来，其职能类似欧盟委员会主席，对大会与安全理事会负责。
  - 联合政府大会（UEG General Assmbly）：为地球联合政府的立法机构，其功能类似欧洲议会，有权通过世界性法律，片中的例子为《流浪地球法（Wandering Earth Act.）》。
    - 大会主席（Chairman of General Assembly）：大会议长，由联合国大会主席一职演变而来。

  - 联合政府安全理事会（UEG Security Council）：为地球联合政府的最高决策机构，其功能类似欧盟委员会，由美国、中国、俄罗斯、英国、法国五个曾经的联合国安全理事会常任理事国的驻在大使及其代表团组成，具有对联合政府所有事务的最高决策权。流浪地球计划启动后，因受“隔离计划”影响，MOSS不再能接入地球网络，所有MOSS及人工智能的决策必须通过安全理事会的认可后才可对地球传达。
  - 联合政府专门机构（Specialized Agencies of the United Earth Government）：为地球联合政府的主要政府组成部分，其功能类似于单一主权国家的政府机构。
    - 联合政府国际合作与救援司（UEG Division for International Cooperation and Rescue）：负责统筹“地球发动机应急启动任务”。
    - 联合政府地下城安置署（Office of the UEG High Commissioner for Underground City Resettlement）：负责地下城进入及居民的安置工作。

  - 联合政府综合大楼（UEG Headquarter Building）：位于美国纽约州纽约市联合政府大道（UEG Avenue），为联合政府主要机构所在地，由联合国总部改建而来。
    - “逐月计划”月球启航纪念碑（Lunar Departure Monument）：位于总部大楼前门广场正中心，一块黑色大理石制成的纪念碑，刻有“逐月计划”徽章与不同语言的“为全人类”字样，纪念月球正式启航，离开地球轨道。
    - 联合政府临时指挥中心（UEG Temporary Command Center）：2058年“月球坠落危机”期间在联合政府总部搭建的临时指挥中心，指挥中心应急负责逐月计划备份方案的执行，包括统筹全球互联网恢复任务，解密与串联全球核武器以及最后为全球行星发动机点火的任务。
    - 联合政府临时武器控制中心（UEG Temporary Weapon Control Center）：2058年“月球坠落危机”期间在联合政府总部搭建的临时控制中心，具体负责全球核武器的秘钥收集，解密与串联工作，配有550W协助。

  - 联合政府维持和平部队（UEG Peacekeeping Forces）：联合政府的武装力量，由其成员国提供人员及装备，主要任务是保护联合政府机构和设施、打击恐怖主义以及镇压叛乱。陆军装备有AR系列步枪（现役）、QBZ-191自动步枪（现役）等枪械；悍马（现役）等军用车辆；“门框”（虚构）前线战斗机器人。空军装备有中国歼-20C（虚构的垂直起降型）、俄罗斯苏-57（现役）、美国F-22（现役）、F-35（现役）、欧洲台风战斗机（现役）、法国阵风战斗机（现役）等第四代和第五代战斗机；“掠食者”（虚构）四旋翼战斗无人机；运-20（现役）大型运输机。
  - 联合政府〔加蓬〕联合实验基地（UEG Joint Research Base〔Gabon〕）：位于加蓬利伯维尔（Libreville），为联合政府于赤道附近修建的大型基地，基地内包括行星发动机一号实验机与太空电梯两个组成部分，配套有港口，无人机仓库，机场与航天员训练中心，基地外围设有铁丝网与隔离墙，属于联合政府限制区域（UEG Restricted Area），进入需要通过自走型机器人的安检措施。
    - 移山计划行星发动机〔一号实验机〕（The Moving Mountain Project Planetary Engine〔No.1 Planetary Test Engine〕）：地球的第一座行星发动机，主要用于测试移山计划于地球上执行的可行性验证，由中国主导建设。
    - 太空电梯（The Space Elevator）：起始端为加蓬联合实验基地，末端为位于地球同步轨道方舟国际空间站（The Ark ISS）的超大型太空电梯，总长约9万公里，为人类历史上最高的建筑，由美国主导修建。电梯分段由低到高依次序为基地区（Base Area），物资中转区（Cargo Transfer Area），接驳区（Docking Area），方舟国际空间站以及最终的配重段。电梯由216根碳纳米材料构成的粗细不等的线缆为主要结构，附以不同高度的支撑平台以保证线缆的稳定性，可以承载9部轿厢（Cabin）进行物资与人员的运送。轿厢通过配置于四角的火箭发动机进行发射，而后通过电磁场进行加速并由支撑平台发出的接驳抓钩牵引至下一个上升段，单个轿厢的运力是现今世界上最大的运载火箭的4倍，上升过程中在载员需最高承受9G~10G的重力，因此需要穿戴抗荷服才能够乘坐电梯；轿厢下降过程中会在大气层外从底部喷射水以产生“冰盾”，防止大气摩擦过热以及减速。轿厢内部分为三个区域，上层为载客区控制区，两个区间由隔离门与玻璃阻隔，下层为仓储区。太空电梯的主要功能为训练航天员与构建地月交通网，以支持方舟空间站与月球卫星发动机的建设，降低地月交通成本。太空电梯于2044年“太空电梯危机（The Space Elevator Crisis）”中遭到重创，之后重建。
    - 方舟号国际空间站〔在建〕（The Ark International Space Station〔Under-Construction〕）：位于太空电梯上方的超大型空间站，主要负责接驳地月交通，由美国主导建设，曾经为方舟计划的核心，方舟计划转为移山计划子计划后变更为地球与月球间物资与人员的中转站。方舟国际空间站于2044年的“太空电梯危机”中遭到恐怖袭击并坠毁至地面。
    - 塔台（Control Tower）：为加蓬联合实验基地的空中交通管制中心与负责太空电梯的近地轨道交通管制中心，管制中心内配备智能量子计算机550C以管理基地日常运作。
    - 无人机控制中心（UCAV Control Center）：为加蓬联合实验基地的无人机终端与控制中心，负责基地内的无人机交通管制。
    - 第二中心医院（2nd Central Hospital）：为加蓬联合实验基地的医院，于“太空电梯危机”中成为临时人员集散地与指挥部。

  - 联合政府〔坎帕努斯〕联合实验基地（UEG Joint Research Base〔Campanus〕）：位于月球坎帕努斯环形山，为联合政府于月球修建的驻月基地，由俄罗斯主导修建。基地内包括两个火箭发射台，居住区，月球车停放区，太阳能发电区，氦-3开采设施以及卫星发动机。基地最初为俄罗斯的登月基地，留有逐月计划纪念碑与俄罗斯首次登月任务地球之光号的登陆舱，早期该基地为逐月计划时改造月球为天然逃生舱的先遣基地，逐月计划变更为移山计划子计划后，该基地主要用于月面卫星发动机的建设统筹以及开采发动机点火装置——火石所需要的氦-3能源。该基地于“月球坠落危机”中，遭受核爆随月球一同摧毁。
    - 地球之光号登月舱（Light of the Earth Lunar Module）：用于俄罗斯首次登陆月球。
    - 移山计划卫星发动机〔一号实验机〕（The Moving Mountain Project Satellite Engine〔01 Lunar Test Engine〕）：月球的第一座卫星发动机，主要用于测试移山计划中逐月计划于月球上的可行性验证，由中国主导修建，通过550系列量子计算机控制DOG〔多功能全地形智能运输平台〕集群与3D打印机器人实现完全无人化自主建造。发动机绵延数十公里，喷口正向坎帕努斯环形山山口，主喷口和次喷口总计11个，呈横向对称式排列；修造发动机的机器人留下的材料挖掘矩形痕迹可从月球轨道上清晰观测。可行性验证后更名为逐月一号卫星发动机（Lunar 1 Satellite Enigine），最终于2058年“月球坠落危机”中受MOSS控制过载爆炸，成为危机的开端。发动机主要结构如下[6]：
      - 前端坝体：厚重的坝体横向25公里、纵深20公里、高度3.7公里。深嵌在环形山壁上，原本2.3公里的环形山深度在靠近发动机位置又向下开垦了1400米，坝体通过3D打印建造和环形山基础紧密构建。
      - 发动机机体：机体处于结构中轴线，长度20公里、宽3.3公里、高1.8公里。前段为发动机喷口，中后段是纵向布置的反应炉区域。机体两侧通过联动机械与两侧坝体连接，为发动机喷射提供减震缓冲作用。
      - 缓冲墙：发动机后半段是延伸上百公里的缓冲墙，连续的巨型正方体由减震结构串联，与月球刚体连接成一体，承受发动机的所有推力以此推动月球。

    - 月球登陆纪念碑（Lunar Landing Monument）：位于坎帕努斯环形山山丘之上，一块灰色月岩制成的纪念碑，刻有“逐月计划”徽章与不同语言的“为全人类”字样，纪念人类登陆月球并开展逐月计划。
    - 二十一号原材料采集区（No.21 Mining Field）：为月面逐月卫星发动机工程建设主要采集区之一，由550C控制进行全自动化建设。自移动机械臂、3D打印机械狗、原料采集矿车、巨型月面挖掘机等自动化机械设备构成了月面自动建造体系。一方面开采月表月壤作为发动机3D打印的原料，另一方面开采提炼氦三作为卫星发动机和地球发动机的能源供给。

  - 苏拉威西自动建设示范基地（The Sulawesi Automated Construction Demonstration Site）：位于印度尼西亚苏拉威西岛，为联合政府首个通过550C实现自动建设的转向发动机的示范基地。
  - 联合政府航天飞行控制中心（UEG Spaceflight Control Center），简称联合政府飞控中心（UEG-SCC）：位于法国巴黎，负责逐月计划的实际执行，月球卫星发动机的监控与运作，地球近地轨道的天体观测与交通管制以及领航员号国际空间站的飞行控制管理。
  - 领航员号国际空间站（The Navigator / The Navigation Platform International Space Station）：人类集结全球航天力量应急建造的第二座超大型空间站，因方舟号国际空间站于2044年坠毁，为保障移山计划（后更名为流浪地球计划）的运作，建造领航员号国际空间站负责为地球进行信息传递及太空旅行的导航任务，同时因为隔离计划的实施，领航员号是MOSS及人工智能唯一被允许使用的场所。领航员号空间站同时继承了原方舟计划的一部分，设计火种计划作为流浪地球计划的备份，在流浪地球计划失败后启动。领航员号空间站最终在2075年”木星引力危机”中受刘培强操控自毁于木星大气。
  - 联合政府总部大楼〔新址〕（UEG Headquarter Building〔New〕）：位于北极点，为地球行星发动机开动后新建的联合政府总部，建于北极的冰层之上，负责管理全球行星发动机网络以及流浪地球计划的继续执行。
    - 隔离计划十七号封存库（The Quarantine Project No.17 Warehouse）：位于新总部大楼的隔离设施之一，负责物理隔绝人工智能与自动化设备，片中流浪地球计划启动前的大量机器人被封存在此。
- 中国
  - 中国常驻联合政府代表团（Permanent Mission of China to the UEG）：为中国政府驻联合政府的代表团，主要负责协商以及决策联合政府事务，为联合政府安全理事会常驻的五个代表团之一。
    - 中国常驻联合政府代表（Permanent Representative of China to the UEG）：中国驻联合政府代表团的主要领导人，首任代表为周喆直，第二任代表为郝晓晞；为联合政府最高决策者之一。

  - 中国国家航天局（China National Space Administration，CNSA）：为中国的国家航天机构，负责主导移山计划太空相关事务的具体实施，包括但不限于，计算移山计划可行性测试的窗口期，对月球基地进行补给，建造领航员号空间站等任务。
    - 北京航天中心（Beijing Space Center）：为中国境内选拔领航员号国际空间站宇航员的指定机构，机构内设有550W智能量子计算机协助航天员选拔。

  - 710所（Institue 710），全称北京信息与控制研究所（Beijing Institute of Information and Control）：为中国航空航天工业部直属的系统科学、计算机科学及其应用的研究机构，1987年收到类警告信息“2044”暗示“太空电梯危机”。
  - 超快光学飞秒实验室（Ultrafast Optics Lab）：为研究超强超快激光下超强电磁场、超快时间尺度、超高空间分辨率相关科学范畴的研究机构，2058年收到类警告信息“205807”暗示“月球坠落危机”。
  - 北京市公安局反恐怖和特警总队（Beijing Municipal Public Security Bureau Counter-Terrorism and Tactical Unit）：于2058年参与抓捕图恒宇的任务。
  - 中国互联网中心北京基地〔旧址〕（China Internet Center Beijing Headquarters〔Former Site〕）：全球互联网关闭前世界三大根服务器的所在地之一，位于中国北京中关村。受地球停转导致海平面上升影响，基地已经完全没入水中，而地下水冷机房则因2058年月球残骸撞击部分倾塌。
  - 中国科学院数字生命研究所（Institute of Digital Life, Chinese Academy of Sciences）：为中国最早的数字生命研究所，马兆与图恒宇的原工作单位，配备有550A量子智能计算机进行数字生命研究；疑似为550系列量子智能计算机的研究机构，数字生命研究禁止后遭到关闭，其量子智能计算机的相关研究被转移至北京航天中心进行。
  - 中国巡天号空间望远镜（Chinese Survey Space Telescope，CSST）：为中国的地外空间大型可见光天文望远镜，于月球坠落危机中为联合政府飞控中心提供实时月球残骸观测。
- 美国
  - 美国常驻联合政府代表团（Permanent Mission of United States to the UEG）：为美国联邦政府驻联合政府的代表团，主要负责协商以及决策联合政府事务，为联合政府安全理事会常驻的五个代表团之一。
    - 美国常驻联合政府大使（United States Ambassador to the UEG）：美国驻联合政府代表团的主要领导人，代表为迈克尔·威尔逊（Michael Wilson），简称麦克（Mike）；为联合政府最高决策者之一。

  - 中央情报局（Central Intelligence Agency，CIA）：为美国的对外情报机构，曾参与调查“太空电梯危机”恐怖组织并获取了详细的恐怖分子名单。
  - DUDE中微子实验室（DUDE Lab's Neutrino Department）：2065年收到类警告信息“20750215”暗示“木星引力危机”。
- 印度
  - 新德里数字生命研究所（Institute of Digital Life，New Delhi）：疑似为最早开启数字生命研究的研究所，而后因联合政府立法禁止数字生命计划遭到关闭。
- 国际组织
  - 国际刑事警察组织（International Criminal Police Organization）：参与对“太空电梯危机”恐怖组织的调查，并与联合政府展开证据共享工作。
  - 国际足球联合会（Fédération Internationale de Football Association）：曾建议联合政府在所有地下城内修建足球场以保障人类身心健康与士气。
  - 國際奧林匹克委員會（International Olympic Committee）：曾於2044年在上海舉辦「人类在太阳系的最后一届奥运会」
- 跨国公司
  - 泛太平洋国家石油集团（Pan-Pacific National Petroleum Corporation）：于2044年间进行重组，对当时的国际油价产生影响。

### 装置与装备（第二部）
- 550系列智能量子计算机（Intelligent Quantum Computer 550 Series）：自感知（Self-Sensing），自适应（Self-Adapting），自组织（Self-Organizing）的可重塑编译计算核心（Remoldable Compiling and Computing Core），与硬件实现本地握手后可以实时生成底层操作系统并同步覆写原有系统，550系列计算机的启动需要一个特定的授权密码。
  - 智能量子计算机550A（Intelligent Quantum Computer 550A）：550系列早期版本，隶属北京数字生命研究所的一台550A被用于为临死的图丫丫进行数字生命备份；之后该台550A被马兆出于同情交给图恒宇，并随图恒宇前往月球基地，最终该台550A被用于月球卫星发动机一号测试机的可行性测试，因计算量过大报废。
  - 智能量子计算机550C（Intelligent Quantum Computer 550C）：第一批550C共有3台，其中一台550C被用于加蓬联合实验基地的统筹管理，于“太空电梯危机”期间成功覆写基地无人机控制系统，成功阻止无人机叛乱；另一台在准备进行月球卫星发动机一号测试机的可行性验证前受太阳风暴摧毁。移山计划验证后被大规模应用于自行组织发动机建设。
  - 智能量子计算机550W（Intelligent Quantum Computer 550W）：于2054年进行线下测试，设计初衷为构建全球行星发动机控制网络，以取代已经关闭的全球互联网，虽然全球互联网已经关闭，但550W保有所有局域网络的接口，其为550系列第一代可以收集分析网络内所有信息的计算机（具体算力范围可以容纳全球互联网内所有信息）。550W亦是首个可以完全承受人类数字生命体的机器，图恒宇成功将其自身的年轻备份和其女图丫丫的数字备份上传至联网的550W成为数字生命体，其在数字生命方面的能力相较第一代550A有指数级提升。
    - 载人轨道空间站控制系统（Manned Orbital Space Station Operating System）：550W的离线版本，量子体积8192，人类至2058年算力最强大的硬件，配备有ToF雷达组，可以同时调动所有联网设备对目标物进行生物指标、关联资料等多角度数据信息收集。曾参与领航员号空间站宇航员面试工作以及重启全球互联网的工作，为首个成功演算出数字生命体的计算机。
    - MOSS（昵称：小苔藓）：搭载于领航员号国际空间站的550W局域网版本，具有完全自主意识的人工智能，负责领航员号空间站的运行以及为地球联合政府做出政策规划和飞行导航，于2075年“木星引力危机”中同领航员号空间站一同炸毁，是否存有备份系统未知。
- 数据卡（Data Card）：用于存储个人数字生命备份（Backup）。
- 火石（Lighter）：以氦-3为主要材料的聚变引发装置，用于启动行星与卫星发动机，为发动机提供起始聚变温度以达成发动机重聚变反应。
- 多功能全地形智能运输平台〔机械狗〕（Dynamic Omniterrain Guardian System〔DOGS〕）：四足双臂的全地形机器人，足部为类履带式滚轮，配有两支机械臂可以实现物品及材料的抓取，加装额外配件后可实现材料搬运以及3D打印，电影中为自主建造月面卫星发动机的主力机器人；图恒宇持有一台，名为“笨笨“，该类机器人疑似具有承载非人类数字生命体的能力，笨笨疑似为承接了一只军犬数字生命体的机器人[7]。
- 专配军用型战场扩展机器人〔门框〕（Frontline Robotic Argumentation for Military Elite Rangers〔FRAMER〕）：门框机器人是UEG军队专配军用型机器人，集战斗、防御、配合作战于一体。通过生物识别技术扫描绑定士兵，与该士兵并肩作战。士兵可通过增加或减少功能模块自行改装设计自己的门框，外挂种类包括武器外挂、生活外挂、防御外挂、防辐射外挂等。门框机器人“头部”配有扫描雷达模组，与基地局域网连接，通常作为管制区域的安检设备，“头部”显示屏用于显示安检认证信息[7]；经过改装后，门框机器人可以进水下任务并由固定线缆连接以进行远程操控。
- 月球基地移动车（Moon Base Carrier）：为月球联合实验基地的主要交通工具之一，月球基地移动车作为月球基地的舱体模块之一，车身结构类似非承载式车身，车体本身是一个大舱体，车身舱体与底盘可完全分离，底部圆桶内有升降平台供宇航员进出月球车。底盘是六轮独立悬挂，可支持月球车的原地转向，长摆臂的设计可让车在崎岖不平的月表拥有更强的通过性。月球基地移动车操控台的设计采用了横向双驾驶位布局，设计语言则更轻量化，有别于特别重型的飞机操控台。操控区由中央控台左右对称布局两组悬浮的环绕式操控台，简化了物理操作。车辆操作大部分集中于方向球，核心信息则主要显示在前方的巨型HUD上[6]。
- 月面运输车（Moon Base Truck）：为月球联合实验基地的主要交通工具之一，总布置类似皮卡车，由驾驶舱和六人座的车斗组成。车身高4.75米、宽4.08米、长8.3米。中部可旋转的升降装置可让车进行一些特殊情况下的车身旋转操作[6]。
- 核弹运输艇（Shuttle Carrier）：实际上为领航员号国际空间站配置的运输型飞艇，具有短距轨道航行能力；2058年“月球坠落危机”期间被用于执行逐月计划备份方案中在月面以相控阵方式部署全球战略核武器的任务，运输艇由两名驾驶员驾驶，配备有两个高自由度机械臂可将货物从运输艇平台进行转移[6]。

## 主创团队
- 制片人/出品人：傅若清、刘慈欣、郭帆、吴京、彭鸣宇、龚格尔、吴羡、刘开珞、李捷
- 导演：郭帆
- 编剧：杨治学、龚格尔、郭帆、叶濡畅
- 剧本指导：王红卫
- 摄影：刘寅
- 音乐：阿鲲
- 剪辑：张嘉辉、叶濡畅、闫婷婷、叶翔
- 美术：郜昂（美术指导）、赵浩强（艺术指导）、王志坚（美术设计）
- 视效：丁燕来（特效公司橙视觉负责人）、徐建（特效公司墨影像负责人）
- 音效：王丹戎（声音指导）、祝岩峰（音效指导）、吴兆铭（音效指导）

## 出场角色

### 第一部
| 演员                  | 角色       | 介绍                                         | 备注                             |
| --------------------- | ---------- | -------------------------------------------- | -------------------------------- |
| 吴京                  | 刘培强     | 领航员号国际空间站航天员，刘启之父，军衔中校 |                                  |
| 屈楚萧                | 刘启       | 刘培强之子                                   | 外号“户口”                       |
| 李光洁                | 王磊       | CN171-11救援队队长，军衔上尉                 |                                  |
| 吳孟達                | 韩子昂     | 高级驾驶员，刘启的外祖父                     |                                  |
| 赵今麦                | 韩朵朵(女) | 中学生，被韩子昂救起的孤儿，被他收养为孙女   | “韩朵朵”原为韩子昂已故女儿的名字 |
| 雷佳音                | 一哥       | 北京地下城棋牌室老板                         |                                  |
| 隋凯                  | Tim        | 中国和澳大利亚混血                           |                                  |
| 屈菁菁                | 周倩       | CN171-11救援队成员，医疗兵，军衔中尉         |                                  |
| 张亦驰                | 李一一     | 紧急技术观察员，软件工程师                   |                                  |
| 杨皓宇                | 何连科     | CN171-11救援隊成員，硬件工程师               |                                  |
| 阿尔卡基·沙罗格拉茨基 | 马卡洛夫   | 领航员号国际空间站航天员                     | 俄罗斯人                         |
| 李虹辰                | 张小强     | CN171-11救援隊成員，装填兵                   |                                  |
| 杨轶                  | 溜子／杨捷 | CN171-11救援隊成員，侦察兵                   |                                  |
| 姜志剛                | 赵志刚     | CN171-11救援隊成員，驾驶兵                   |                                  |
| 張歡                  | 黄明       | CN171-11救援隊成員                           |                                  |

### 第二部
| 演员                         | 角色              | 介绍 | 结局 （截止本部电影） |
| ---------------------------- | ----------------- | --- | --- |
| 刘德华                       | 图恒宇            | 北京数字生命研究所成员 → 卫星发动机（一号试验机）驻月工程师 → 北京航天中心智能量子计算机科学家                                                                              | 于执行重启北京根服务器（逐月计划备份方案——恢复全球互联网任务的一部分）的任务中溺水牺牲，其年轻时（2037年）的数字备份被图恒宇在临死前上传至量子计算机550W得以成为数字生命体。                                 |
| 吴京                         | 刘培强            | UEG空军中国飞行员（UEG加蓬基地航天员学员，J-20C飞行员） → 逐月计划预备航天员 → 领航员号空间站航天员，少校军衔                                                               | 于逐月计划备份方案——以相控阵形式部署全球核武器的任务中通过其师傅张鹏所安排的俄罗斯首次登月任务——地球之光号的返回舱幸存；而后于2075年木星引力危机驾驶领航员号空间站以自毁形式点燃木星大气牺牲（第一部内容）。 |
| 李雪健                       | 周喆直            | 中国驻地球联合政府大使及中国代表团团长（原声由电脑修复） | 于流浪地球计划正式启动后卸任中国驻地球联合政府大使及中国代表团团长职务，转向负责将量子智能AI与自动化设备于地球上进行物理隔绝的“隔离计划”；幸存但之后状态未知，片中有其在第三部相关内容的闪回片段。           |
| 沙溢                         | 张鹏              | UEG空军中国飞行员（UEG加蓬基地航天员教官，J-20C武器操作员） → 逐月计划中国航天飞行中队负责人，刘培强师父                                                                    | 于逐月计划备份方案——以相控阵形式部署全球核武器的任务中，因全球核武器解码失败，参加由300名老航天员组成的敢死队进行手动起爆核武器的任务，于月球核爆中牺牲。                                                    |
| 宁理                         | 马兆              | 北京数字生命研究所主任 → 卫星发动机（一号试验机）可行性测试员 → 北京航天中心智能量子计算机科学家，团队主任，图恒宇的同事                                                    | 于执行重启北京根服务器（逐月计划备份方案——恢复全球互联网任务的一部分）的任务中，因月球残骸坠落至北京互联网中心（旧址）导致地下设施进水，溺水牺牲。                                                           |
| 王智                         | 韩朵朵(母)        | UEG中国近地轨道军医（UEG加蓬基地航天员学员） → 逐月计划预备航天员，韩子昂（第一部）之女，后成为刘培强之妻，刘启（第一部）之母                                               | 受地球停转导致的太阳辐射升高影响，罹患II型辐射病所导致的癌症而去世。而其名字也被韩子昂用于其收养的孙女（第一部）                                                                                             |
| 朱颜曼滋                     | 郝晓晞            | 地球联合政府中国代表团发言人，周喆直助理，李一一（第一部）之母；后成为新任中国驻地球联合政府大使及中国代表团团长                                                            | 于流浪地球计划正式启动后接任中国驻地球联合政府大使及中国代表团团长职务；幸存但之后状态未知（第一部剧情时间线上）。                                                                                           |
| Andy Friend（安地）          | 迈克              | 美国驻地球联合政府大使及美国代表团团长 | 仍然任美国驻地球联合政府大使及美国代表团团长；幸存但之后状态未知（第一部剧情时间线上）。 |
| Vitalii Makarychev（伟大力） | 安德烈·戈拉希诺夫 | UEG空军俄罗斯飞行员（UEG加蓬基地航天员教官，Su-57飞行员） → 卫星发动机（一号试验机）可行性测试员 → 逐月计划俄罗斯航天飞行中队负责人，张鹏好友及同学，马卡洛夫（第一部）师傅 | 于逐月计划备份方案——以相控阵形式部署全球核武器的任务中，因全球核武器解码失败，参加由300名老航天员组成的敢死队进行手动起爆核武器的任务，于月球核爆中牺牲。                                                    |
| 王若熹                       | 图丫丫            | 图恒宇之女，去世后成为数字生命体 | 于年幼时受到MOSS（550W的初级状态550A）量子AI所设计的车祸中去世，但其父图恒宇在她临死前将其意识以数字生命形式进行备份，而后将其上传至550A使得其成为初级的数字生命体，2058年又接入550W成为完整的数字生命体。   |